# Исчезнувшие населённые пункты Саратовской области
Исчезнувшие населённые пункты Саратовской области — перечень прекративших существование населённых пунктов на территории Саратовской области.
В силу разных причин они были покинуты жителями, или включены в состав других населённых пунктов.
Данные приводятся согласно реестру административно-территориального деления Саратовской области
| Категория населённого пункта | наименование населённого пункта | наименование муниципального образования (поселения) | наименование района   | Документы — основание (наименование, дата, номер)                     |
| ---------------------------- | ------------------------------- | --------------------------------------------------- | --------------------- | --------------------------------------------------------------------- |
| село                         | Абалиха                         | Липовское                                           | Базарно‑Карабулакский | ?                                                                     |
| деревня                      | Александровка                   | Андреевское                                         | Екатериновский        | Постановление Саратовской областной Думы от 23.12.2009 № 27‑1354      |
| деревня                      | Александровка                   | Петровский округ                                    | Аткарский             | Постановление Саратовской областной Думы от 23.02.2000 № 38‑1508      |
| село                         | Алексеевка                      | Рыбушанский округ                                   | Саратовский           | Постановление Саратовской областной Думы от 30.01.2001 № 50‑2307      |
| деревня                      | Аннино                          | Салтыковский округ                                  | Ртищевский            | Постановление Саратовской областной Думы от 18.03.1998 № 11‑190       |
| деревня                      | Анно‑Успенка                    | Казачкинский округ                                  | Калининский           | Постановление Саратовской областной Думы от 21.05.2003 № 12‑396       |
| село                         | Биклей                          | Большегусихинский округ                             | Базарно‑Карабулакский | Постановление Саратовской областной Думы от 27.06.2001 № 55‑2448      |
| деревня                      | Биркаловка                      | Александровский округ                               | Калининский           | Постановление Саратовской областной Думы от 21.05.2003 № 12‑396       |
| посёлок                      | Бровка                          | Терновское                                          | Балашовский           | Постановление Саратовской областной Думы от 19.04.2006 № 54‑2137      |
| посёлок                      | Боровая Криуша                  | Сергиевское                                         | Калининский           | Постановление Саратовской областной Думы 21.05.2003 г. № 12-395       |
| посёлок                      | Васильевка‑2                    | Дергачёвский округ                                  | Дергачёвский          | Постановление Саратовской областной Думы от 23.02.2000 № 38‑1507      |
| посёлок                      | Верхний Курмыш                  | Дергачёвский округ                                  | Дергачёвский          | Постановление Саратовской областной Думы от 23.02.2000 № 38‑1507      |
| деревня                      | Весёлый                         | Казачкинский округ                                  | Калининский           | Постановление Саратовской областной Думы от 21.05.2003 № 12‑396       |
| деревня                      | Волосатовка                     | Даниловский округ                                   | Аткарский             | Постановление Саратовской областной Думы от 23.02.2000 № 38‑1508      |
| село                         | Воробьёвка                      | Большерельненский округ                             | Лысогорский           | Постановление Саратовской областной Думы от 27.06.2001 № 55‑2449      |
| посёлок                      | Гагарино                        | Каменский округ                                     | Ртищевский            | Постановление Саратовской областной Думы от 18.03.1998 № 11‑190       |
| хутор                        | Грязнуха                        | Сокурский округ                                     | Татищевский           | Постановление Саратовской областной Думы от 30.01.2001 № 50‑2309      |
| посёлок                      | Духовое                         | Подгоренский округ                                  | Аркадакский           | Постановление Саратовской областной Думы от 30.01.2001 № 50‑2306      |
| железнодорожный разъезд      | Евдокимовский                   | Слепцовский округ                                   | Татищевский           | Постановление Саратовской областной Думы от 30.01.2001 № 50‑2308      |
| село                         | Еленовка                        | Барнуковский округ                                  | Балтайский            | Постановление Саратовской областной Думы от 20.10.1999 № 32‑1209      |
| посёлок                      | Ильинка                         | Выдвиженский округ                                  | Ртищевский            | Постановление Саратовской областной Думы от 18.03.1998 № 11‑190       |
| деревня                      | Кашлейка                        | Колоярское                                          | Вольский              | Постановление Саратовской областной Думы от 25.05.2011 № 44‑2127      |
| посёлок                      | Козловка                        | Алексеевский округ                                  | Аркадакский           | Постановление Саратовской областной Думы от 19.09.1999 № 31‑1159      |
| деревня                      | Кондрашовка                     | Коленовское                                         | Екатериновский        | Постановление Саратовской областной Думы от 23.12.2009 № 27‑1354      |
| посёлок                      | Карьерный                       | Знаменское                                          | Ивантеевский          | Постановление Саратовской областной Думы от 24.05.2023 № 13-275       |
| посёлок                      | Козловка                        | Львовское                                           | Аркадакский           | Постановление Саратовской областной Думы от 16.09.1999 года № 31-1159 |
| село                         | Культура‑2                      | Культурский округ                                   | Советский             | Постановление Саратовской областной Думы от 23.06.1999 № 29‑1038      |
| деревня                      | Липовка                         | Сергиевский округ                                   | Калининский           | Постановление Саратовской областной Думы от 21.05.2003 № 12‑396       |
| железнодорожный разъезд      | Лозиновский                     | Пушкинский округ                                    | Советский             | Постановление Саратовской областной Думы от 29.01.2003 № 6‑191        |
| село                         | Лысовка                         | Ножкинский округ                                    | Петровский            | Постановление Саратовской областной Думы от 30.01.2002 № 63‑2646      |
| железнодорожный разъезд      | Мумовка                         | Большеосиновский округ                              | Аткарский             | Постановление Саратовской областной Думы от 23.02.2000 № 38‑1508      |
| село                         | Надеждино                       | Ханенёвский округ                                   | Базарно‑Карабулакский | Постановление Саратовской областной Думы от 27.06.2001 № 55‑2448      |
| деревня                      | Николаевка                      | Галаховский округ                                   | Екатериновский        | Постановление Саратовской областной Думы от 27.06.2001 № 55‑2447      |
| деревня                      | Новогривки                      | Казачкинский округ                                  | Калининский           | Постановление Саратовской областной Думы от 21.05.2003 № 12‑396       |
| посёлок                      | Овчинникове                     | Озёрский округ                                      | озинский              | Постановление Саратовской областной Думы от 23.02.2000 № 38‑1509      |
| посёлок                      | Озёрский                        | Первомайский округ                                  | Перелюбский           | Постановление Саратовской областной Думы от 26.05.2004 № 25‑1020      |
| посёлок                      | Осинов‑Гайский пруд             | Алтатинский округ                                   | Дергачёвский          | Постановление Саратовской областной Думы от 23.02.2000 № 38‑1507      |
| посёлок                      | Первомайский                    | Крутоярский округ                                   | Екатериновский        | Постановление Саратовской областной Думы от 27.06.2001 № 55‑2447      |
| железнодорожный разъезд      | Полевой                         | Ленинский округ                                     | озинский              | Постановление Саратовской областной Думы от 23.02.2000 № 38‑1509      |
| село                         | Протопоповка                    | Ключевский округ                                    | Лысогорский           | Постановление Саратовской областной Думы от 27.06.2001 № 55‑2449      |
| посёлок                      | Ровное                          | Мирнинский округ                                    | Дергачёвский          | Постановление Саратовской областной Думы от 23.02.2000 № 38‑1507      |
| посёлок                      | Саратовка                       | Новозахаркинский округ                              | Петровский            | Постановление Саратовской областной Думы от 30.01.2002 № 63‑2646      |
| село                         | Сербино‑Вединяпино              | Терновское                                          | Балашовский           | Постановление Саратовской областной Думы от 19.04.2006 № 54‑2137      |
| село                         | Сергиевка                       | Новокрасавский округ                                | Лысогорский           | Постановление Саратовской областной Думы от 27.06.2001 № 55‑2449      |
| железнодорожный разъезд      | Серебристый                     | Ленинский округ                                     | озинский              | Постановление Саратовской областной Думы от 23.02.2000 № 38‑1509      |
| деревня                      | Сестренки                       | Андреевское                                         | Екатериновский        | Постановление Саратовской областной Думы от 23.12.2009 № 27‑1354      |
| железнодорожный разъезд      | Синицино                        | Барановский округ                                   | Аткарский             | Постановление Саратовской областной Думы от 23.02.2000 № 38‑1508      |
| посёлок                      | Советский Пруд                  | Алтатинский округ                                   | Дергачёвский          | Постановление Саратовской областной Думы от 23.02.2000 № 38‑1507      |
| посёлок                      | Степановка                      | Новоросляевский округ                               | Дергачёвский          | Постановление Саратовской областной Думы от 23.02.2000 № 38‑1507      |
| железнодорожный разъезд      | Степной                         | Каменский округ                                     | Красноармейский       | Постановление Саратовской областной Думы от 18.07.2001 № 56‑2485      |
| посёлок                      | Степной                         | Юбилейный округ                                     | Екатериновский        | Постановление Саратовской областной Думы от 27.06.2001 № 55‑2447      |
| посёлок                      | Татарский Пруд                  | Алтатинский округ                                   | Дергачёвский          | Постановление Саратовской областной Думы от 23.02.2000 № 38‑1507      |
| село                         | Троицкое                        | Полоцкий округ                                      | Самойловский          | Постановление Саратовской областной Думы от 27.06.2001 № 55‑2450      |
| село                         | Турзовка                        | Комаровский округ                                   | Екатериновский        | Постановление Саратовской областной Думы от 27.06.2001 № 55‑2447      |
| посёлок                      | Фрунзенское                     | Калининский округ]]                                 | Марксовский           | Постановление Саратовской областной Думы от 18.10.2000 № 46‑2148      |
| деревня                      | Ходаковка                       | Алексеевский округ                                  | Аркадакский           | Постановление Саратовской областной Думы от 19.09.1999 № 31‑1159      |
| посёлок                      | Целинный                        | Крутоярский округ                                   | Екатериновский        | Постановление Саратовской областной Думы от 27.06.2001 № 55‑2447      |
| посёлок                      | Черёмушкин                      | Молодёжный округ                                    | Перелюбский           | Постановление Саратовской областной Думы от 26.05.2004 № 25‑1020      |
| посёлок                      | Шашкино                         | Бакурское                                           | Екатериновский        | Постановление Саратовской областной Думы от 23.12.2009 № 27‑1354      |
| село                         | Шинка                           | Сластухинский округ                                 | Екатериновский        | Постановление Саратовской областной Думы от 27.06.2001 № 55‑2447      |
| деревня                      | Юго‑Восток                      | Вяжлинский округ                                    | Аткарский             | Постановление Саратовской областной Думы от 23.02.2000 № 38‑1508      |
| деревня                      | Юлдашбаево                      | Кучумбетовский округ                                | Перелюбский           | Постановление Саратовской областной Думы от 26.05.2004 № 25‑1020      |
| деревня                      | Юсуповка                        | индустриальный округ                                | Екатериновский        | Постановление Саратовской областной Думы от 18.07.2001 № 56‑2486      |